# Vollrathsruhe
Vollrathsruhe là một đô thị tại huyện Müritz, bang Mecklenburg-Vorpommern, miền bắc nước Đức.
<gallery>
File:Vollrathsruhe_Schloss.jpg|
File:Vollrathsruhe_building.jpg|
File:Vollrathsruhe_Aussichtsturm.jpg|
<gallery>